# Isola (Campania)
Isola è una località dei comuni di Casapesenna e Villa di Briano, in provincia di Caserta. Il piccolo centro basato specialmente sulla produzione agricola fu autonomo fino al XIX secolo quando fu assorbito dal vicino e maggiore centro abitato di Casapesenna.

## Origini del nome
Il luogo viene chiamato Isola, appellativo dovuto ad un paese isolato, distante da altri, ma con la propria parrocchia rurale.

## Storia
Il villaggio di Isola ha una storia molto antica: la prima documentazione che riguarda il casale risale al 958. Isola è menzionata anche nell'opera dello storico Bartolomeo Capasso in un documento del 964 mediante il quale i principi di Capua, Landolfo I e Landolfo II donavano al Monastero di San Vincenzo alcune terre della Liburia. Anche nel Chronicon Vulturnense si parla di un casale "Insula" donato al Monastero di San Vincenzo. Nel Codice Diplomatico normanno di Aversa viene citata nel 1181 come "Villa Ysule". Isola viene menzionata anche in un diploma del 1464 , nel quale Ferdinando I d’Aragona abolì definitivamente la carica di governatore per i villaggi di Aversa, con un'eccezione: il «Conte di Isola», Roberto Sanseverino d’Aragona. Il casale passò di mano diverse volte: sotto Carlo d'Angiò il casale fu dato in concessione a Roberto d'Aragona, Carlo V nel 1536 investì Maddalena d'Ambrosio del casale di Isola. Il casale di Isola è appartenuto anche alla famiglia Bonito: nel 1623 Giulio Cesare Bonito acquistò dal Regio Fisco i casali di Isola e Casapesenna. In questo villaggio i feudatari avevano il titolo di "Duca", tra questi il Duca d'Isola Andrea Bonito Pignatelli soprannominato "figlio del Vesuvio".

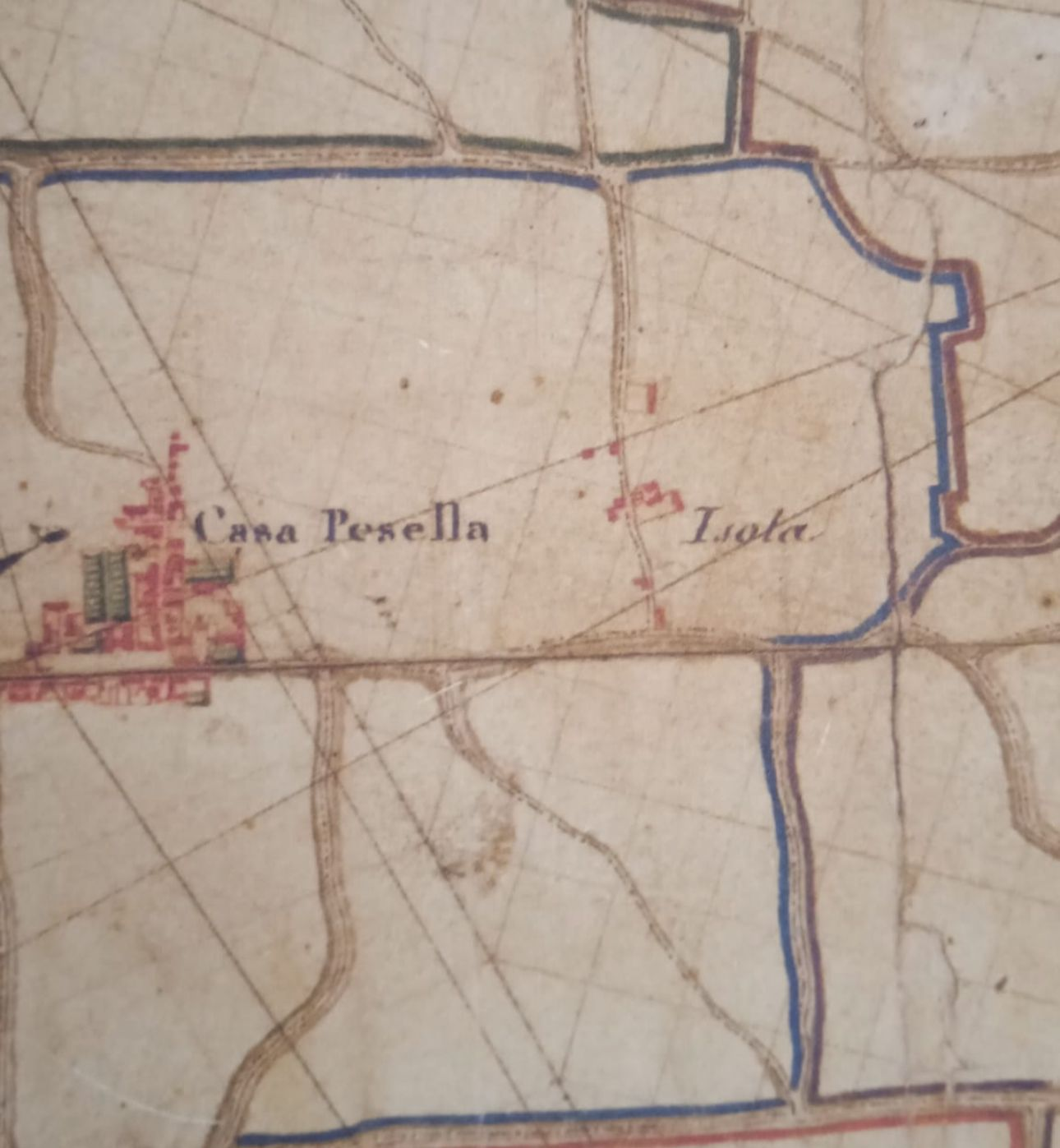
Mappa dei villaggi di Isola e Casapesenna

Fece parte della Terra di Lavoro, una regione che interessava la Campania, il Molise e il Lazio. Il piccolo centro, basato principalmente sull'agricoltura, nel 1856 si spopolò a tal punto da contare solo 17 abitanti e ciò portò il vescovo a sopprimere la parrocchia nell'anno seguente. Nel XIX secolo, a causa della scomparsa della feudalità e la nascita dei comuni, il piccolo centro di Isola fu assorbito dal centro di Casapesenna che a sua volta fu unito al centro maggiore di San Cipriano d'Aversa, fino al 1973.

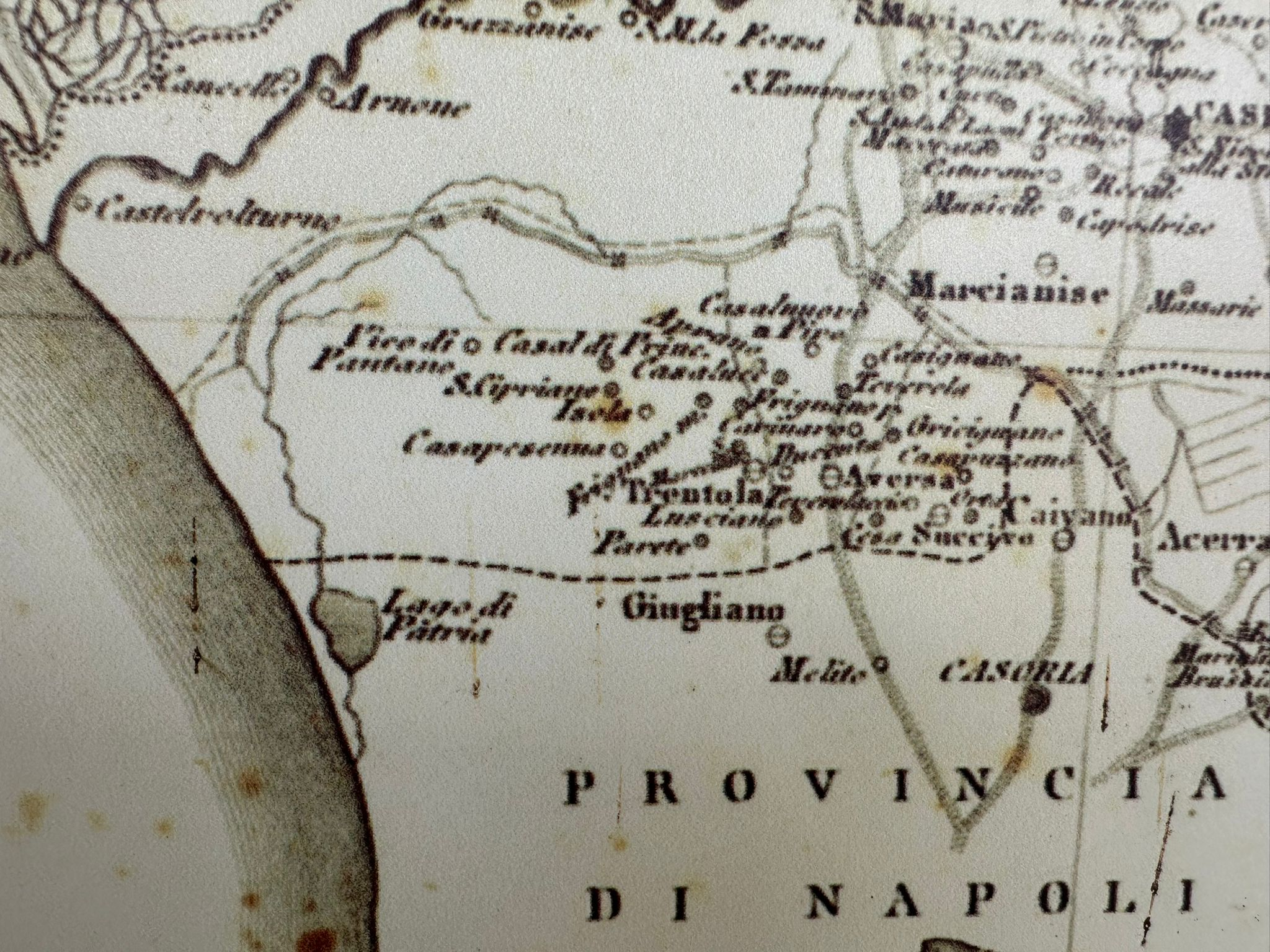
Il villaggio di Isola nella mappa della Terra di Lavoro

## Monumenti e luoghi d'interesse

### Architetture religiose

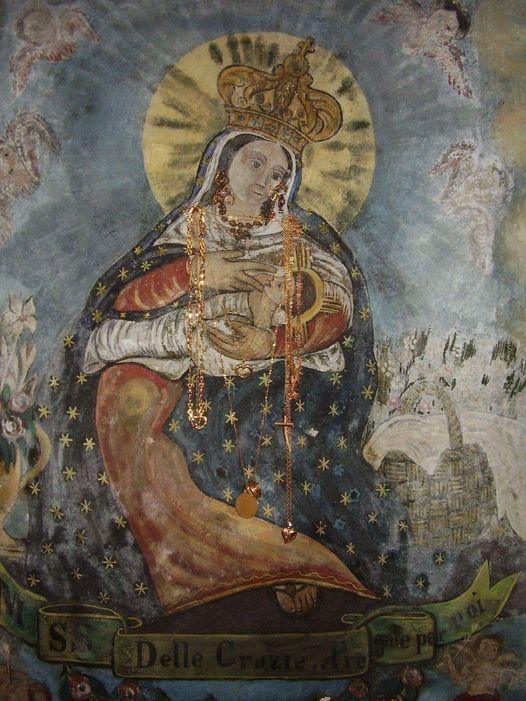
Dipinto della Madonna delle Grazie all'interno della chiesa di san Pietro

- La cappella di San Pietro in Vinculis di Isola[12] è la più antica di Casapesenna e l'esistenza di questa chiesa viene confermata dall'Elenco delle decime del XIII secolo e del XIV (Rationes decimarum Italiae)[13]. Secondo Bartolomeo Capasso, storico napoletano, risale al 958, quando venne edificata sul sito di un tempio pagano dedicato a Diana. Le Sante Visite Pastorali invece nominarono la Parrocchia di fattura quattrocentesca. Quest'ultima nel 1602 è elencata nella Visita Pastorale di Mons. Bernardino Morra. La chiesa per un periodo fu abbandonata e solo a metà del secolo scorso fu ripristinato il culto e il Rettore di quel tempo vi conservò il SS.Sacramento, essendo la chiesa frequentata dai contadini per la messa festiva. All'interno è ancora visibile l'immagine della Madonna delle Grazie ed una tela di San Pietro in Vinculis[14], entrambe di autore ignoto e di fattura quattrocentesca. La chiesa è situata in zona rurale e nonostante qualche rimaneggiamento l'edificio, specie la facciata, non ha perduto lo stile romanico.[15]

## Cultura

### Eventi
Ogni anno il 2 Luglio si celebra la festa della Madonna delle Grazie, con molti cittadini di Casapesenna che si spostano verso Isola per partecipare alla celebrazione della messa. 
Molte sono anche le visite guidate organizzate allo scopo di far conoscere la storia dell'antico casale, oggi località del comune di Casapesenna.